# Сибірський спосіб заморожування ґрунтів
Сибірський спосіб (природне заморожування порід)(рос. естественное замораживание пород (сибирский метод), англ. natural rock freezing (Siberian method); нім. natürliches Gefrieren n der Gesteine (Sibirisches Verfahren n)) — спосіб проходження розвідувальних шурфів в руслах річок та річкових долинах в пливунних породах на глибину 5 — 20 м. Вибій виробки в зимовий час проморожують за рахунок природного холоду протягом 2–3 днів, а після цього проводять виробку на глибину, дещо меншу товщини промороженого шару ґрунту.
Метод відомий з 1837 р. як «Сибірський спосіб», описаний О.Шренком. Велике поширення 3.ґ. отримало крім Росії також в Польщі (за його допомогою споруджено понад 35 % шахтних стовбурів).
У Великій Британії, Франції, Нідерландах з 1945 року із застосуванням З.ґ. пройдено по 5-10 стовбурів сер. глиб. до 200 м, в Бельгії 3.ґ. проводилося на глиб. 620 м. У Канаді на калійному руднику здійснена проходка стовбура глиб. 914 м; навколо стовбура діаметром 4,88 м було пробурено 27 заморожуючих свердловин. Відстань між свердловинами становила 1,2 м. Для заморожування застосовувалися низькотемпературні холодильні установки сумарною потужністю до 3,5 МВт.